# Trasposone
Si definiscono trasposoni alcuni elementi genetici presenti nei genomi di procarioti ed eucarioti, capaci di spostarsi da una posizione all'altra del genoma. In particolare nei procarioti essi possono spostarsi in posizioni nuove nel medesimo cromosoma (perché unico) oppure su plasmidi o fagi, mentre negli eucarioti essi possono spostarsi sia in posizioni diverse sullo stesso cromosoma sia su cromosomi differenti. Essi fanno parte degli elementi trasponibili, assieme alle sequenze di inserzione (IS).

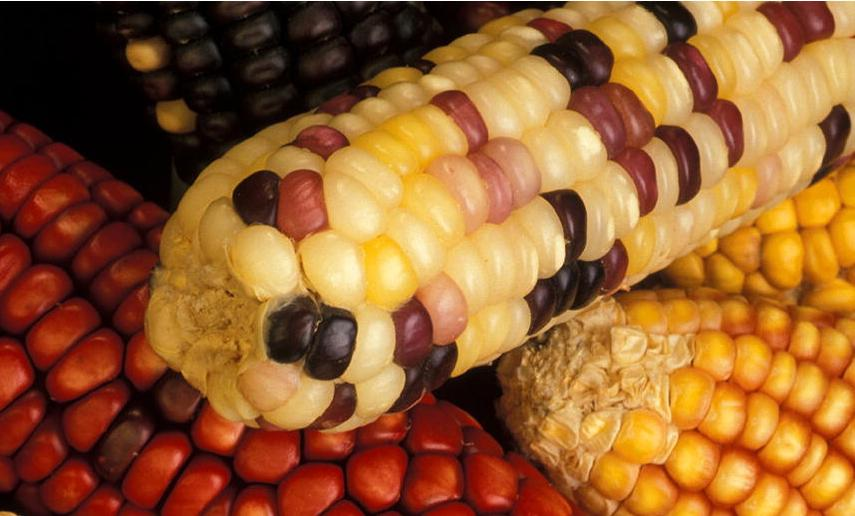
La diversa colorazione delle cariossidi di questa spiga di mais è il risultato dell'azione dei trasposoni.

Questo processo di trasferimento è noto come trasposizione e richiede la presenza di siti per la ricombinazione del DNA, posti sia sul trasposone che sul cromosoma bersaglio, e l'azione di specifici enzimi, detti trasposasi. In seguito alla trasposizione si può avere l'inattivazione funzionale di un gene, nel caso in cui il trasposone si inserisca in questo gene, o la modificazione dei livelli di espressione di un gene, nel caso in cui il trasposone si inserisca nel promotore del gene.

## Trasposoni procarioti

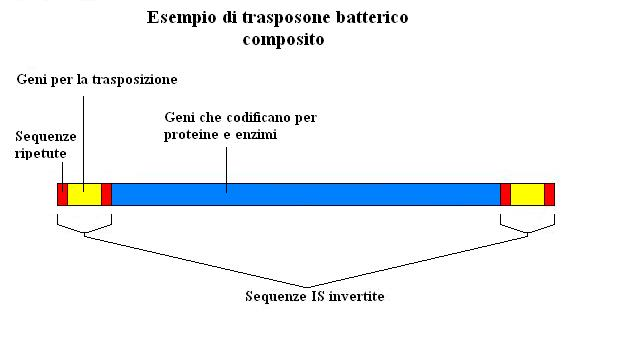
Esempio schematico di trasposone batterico composito.

I trasposoni procariotici contengono tutti i geni necessari all'integrazione e all'escissione dal genoma. In più, contengono anche dei geni aggiuntivi con funzione diversa (resistenza agli antibiotici e capacità di sintetizzare una particolare molecola). Nello specifico, i trasposoni batterici, sono in grado sia di spostarsi in posizioni diverse nel cromosoma batterico (a differenza di quelli eucariotici che presentano un sito unico), sia di integrarsi in un plasmide. I trasposoni batterici appartengono a due classi: trasposoni complessi o composti e trasposoni semplici:
- I trasposoni complessi (o compositi, come ad esempio Tn10) sono costituiti da una parte centrale, contenente i geni, e da due laterali costituite da sequenze di inserzione IS (dette anche elementi IS), che presentano sequenze ripetute ed invertite di coppie di basi alle estremità. La trasposizione dei trasposoni compositi è resa possibile proprio da tali elementi, che possono avere lo stesso orientamento oppure un orientamento opposto. Essi infatti producono l'enzima trasposasi, necessaria per lo spostamento. Inoltre hanno bisogno di riconoscere le ripetizioni invertite degli elementi IS alle estremità del trasposone, per poter iniziare il processo di trasferimento.
- I trasposoni semplici (o non compositi, come ad esempio Tn3) differiscono dai precedenti per il fatto di essere essi stessi una singola sequenza di inserzione (elemento IS) senza geni aggiuntivi da trasportare. Le parti terminali sono costituite da 2 sequenze ripetute ciascuna: le sequenze ripetute più esterne sono dette "dirette"(9 bp) perché ripetute nello stesso ordine, le sequenze ripetute più interne (5-9 bp), vicine alla parte centrale codificante, sono dette "inverse" perché sono ripetute in ordine inverso (se lette dalle estremità del trasposone verso il suo centro risultano uguali, o più spesso molto simili). La parte che "si sposta" è la parte centrale codificante e le ripetute inverse, mentre le ripetute dirette sono generate raddoppiando la sequenza locale del nuovo sito di inserzione. Per rifarci all'immagine del trasposone composito possiamo immaginare il trasposone semplice come una parte laterale del trasposone composito in figura (le parti gialla e rosse) che funzioni autonomamente.

### Meccanismi di trasposizione nei procarioti
Esistono diversi modelli per spiegare i meccanismi di trasposizione dei trasposoni procariotici. I due più accreditati sono il modello replicativo e quello non-replicativo:
- il modello replicativo prevede la trasposizione di un trasposone, in genere semplice, da un cromosoma a un altro o tra due siti lontani di due cromosomi. Secondo tale modello, la porzione di cromosoma che contiene il trasposone, si fonde per breve tempo con la porzione di cromosoma accettrice. A questo punto, il trasposone si duplica, e, una delle copie, si posiziona nel DNA del cromosoma (o nella porzione di cromosoma) accettore, mentre l'altra rimane nella porzione donatrice. Questo tipo di trasposizione viene perciò anche chiamata trasposizione replicativa. (vedi l'animazione nei Collegamenti esterni)
- nel modello non replicativo (o anche conservativo), il trasposone, in genere composito, si sposta da una posizione all'altra del cromosoma, senza che questo si replichi. Ciò permette lo spostamento fisico del trasposone, dalla posizione iniziale a quella finale e, mediante crossing-over e taglio del frammento di DNA donatore, seguito dalla riparazione del DNA ricevente, di trasformare le zone rimaste da singolo filamento a doppio filamento.

Un altro tipo di trasposizione è quella conservativa, che prevede il taglio netto delle estremità del trasposone e un taglio netto nel DNA ricevente. Il trasposone viene così integrato senza formare ripetizioni fiancheggianti dirette.

### Ruolo dei trasposoni nei plasmidi
I plasmidi possono contenere numerosi e vari siti bersaglio dei trasposoni. Di conseguenza, i trasposoni migrano frequentemente tra i plasmidi. Degno di nota è il fatto che molti trasposoni contengano geni che conferiscono antibiotico-resistenza. Quando traslocano da un plasmide ad un altro, quindi, i geni implicati nella resistenza vengono introdotti nel plasmide bersaglio, generando un plasmide di resistenza(R). I plasmidi caratterizzati da multifarmaco-resistenza possono originarsi per accumulo di trasposoni in un plasmide. Molti plasmidi R sono in grado di migrare da una cellula a un'altra durante il processo di coniugazione, mediante il quale i geni di resistenza vengono dispersi all'interno della popolazione. Infine, dato che anche i trasposoni migrano tra plasmidi e cromosomi, i geni che contribuiscono alla farmaco-resistenza possono essere scambiati tra queste due molecole, favorendo un'ulteriore diffusione della resistenza antibiotica. Alcuni trasposoni sono provvisti di geni implicati nel trasferimento e possono migrare tra batteri attraverso un processo di coniugazione. Un esempio ben studiato di trasposone coniugativo è rappresentato dal Tn916 di Enterococcus faecalis. Anche se Tn916 non è in grado di replicarsi autonomamente, può trasferirsi da E. faecalis ad un gran numero di organismi riceventi ed integrarsi all'interno dei loro cromosomi. Essendo provvisto di un gene per la resistenza alla tetraciclina, anche questo trasposone coniugativo diffonde la farmaco-resistenza.

## Trasposoni eucarioti
I trasposoni degli eucarioti sono molto simili, per struttura, a quelli procarioti. Possiedono geni che codificano per le proteine necessarie per la trasposizione e che permettono loro di excidersi e reintegrarsi in vari luoghi del genoma. Oltre ai geni coinvolti nei processi di trasposizione, la maggior parte di essi possiede anche numerosi altri geni, la cui funzione, però, è in larga parte ancora ignota. Essi infatti, come i trasposoni procariotici, possono essere la causa di mutazioni genetiche, inserendosi all'interno di geni funzionali e alterandone, o impedendone, le normali funzioni. Sono stati scoperti trasposoni praticamente in tutti gli organismi eucarioti, ma i più studiati sono quelli delle piante (particolarmente del mais), del moscerino della frutta e dell'uomo. 

### Trasposoni delle piante
I trasposoni vegetali si distinguono in due tipi, o elementi, principali: gli elementi autonomi e gli elementi non autonomi.
- Gli elementi autonomi sono trasposoni capaci di trasposizione autonoma, poiché portatori di tutti i geni necessari alla trasposizione. Questi trasposoni, quando si inseriscono in un gene, causano mutazioni instabili, perché capaci, in qualsiasi momento, di trasporre nuovamente, restituendo così, al gene mutato, le sue funzioni originarie.
- Gli elementi non autonomi, sono, invece, trasposoni incapaci di trasporre da soli, perché privi dei geni essenziali per questa funzione. Di norma, quando un elemento non autonomo si integra all'interno di un gene funzionale, causa una mutazione stabile (permanente), proprio per la sua incapacità di excidersi autonomamente. Tuttavia, se nello stesso genoma è presente anche un elemento autonomo, quest'ultimo è capace di fornire gli enzimi e i prodotti genici necessari per la trasposizione, permettendo così anche all'elemento non autonomo di trasporre.

La trasposizione dei trasposoni vegetali è sempre conservativa: ciò significa dunque che, quando uno di essi traspone, non si replica e non lascia una copia nella posizione cromosomica in cui si trovava precedentemente. La trasposizione avviene solo durante la replicazione del cromosoma in cui si trova il trasposone.

### Trasposoni umani
I trasposoni umani maggiormente studiati sono i retrotrasposoni, ovvero trasposoni che si spostano mediante un intermedio a RNA: il retrotrasposone, costituito comunque da un filamento di DNA inserito in un cromosoma, si replica in un filamento di RNA (mediante trascrizione) e, questo filamento, viene poi copiato a sua volta in uno a DNA, capace di integrarsi in una nuova posizione del genoma.
Studi hanno dimostrato che alcune particolari famiglie di brevi e lunghe sequenze ripetute del genoma umano mostrano proprietà di trasposizione, in particolare la famiglia denominata Alu, una particolare sequenza altamente ripetuta che si ritrova con frequenza nel genoma. Questi trasposoni sono stati oggetto di studi come sospette cause di mutazioni responsabili di malattie genetiche, come la neurofibromatosi, ma un loro reale coinvolgimento in questa e in altre patologie non ha ancora avuto un riscontro definitivo.

## Trasposoni come mutageni
I trasposoni possono causare mutazioni genetiche correlate o meno ad alterazioni dell'espressione genica. Per esempio il trasposone (o retrotrasposone) può inserirsi in diverse regioni codificanti del genoma, modificandone il frame di lettura, oppure nelle sequenze regolatrici del promotore, alterandone la sequenza e impedendone così il riconoscimento da parte dei fattori di trascrizione. L'inserimento del trasposone però non è un meccanismo irreversibile, infatti il trasposone può excidere e il gap che si forma non viene riparato correttamente conferendo risultati deleteri per l'espressione del gene. Questo però non è sempre vero in quanto, se il gap che si forma viene correttamente riparato, l'espressione genica viene ripristinata e di conseguenza anche la sua funzione. Il processo di trasposizione è anche uno delle maggiori cause di duplicazione cromosomica. Infatti copie multiple della stessa sequenza, come la sequenza Alu, possono compromettere il corretto appaiamento dei cromosomi durante la meiosi, provocando crossing over errati.
Se invece l'inserimento del trasposone avviene in sequenze non significative non si hanno conseguenze fenotipiche. 
Vi sono diverse malattie che possono essere causate dall'azione dei trasposoni come l'emofilia, l'immunodeficienza, la porfiria, la distrofia muscolare e alcuni tipi di cancro. 
Inoltre, molti trasposoni possiedono promotori che permettono la loro trascrizione durante il processo di trasposizione. Questi promotori possono causare l'espressione eccessiva dei geni vicini, causando fenotipi anormali.

## Barbara McClintock e la scoperta dei trasposoni

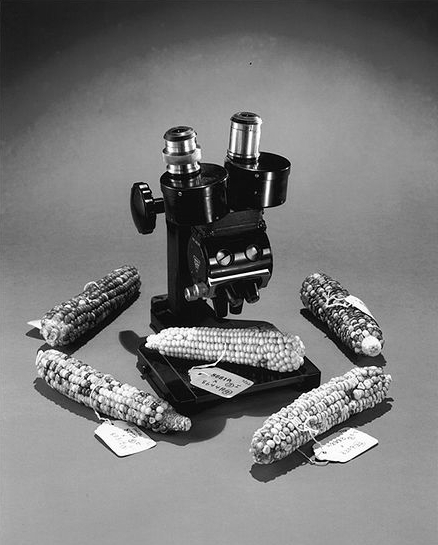
Una foto di alcune delle pannocchie di mais utilizzate da Barbara McClintock per i suoi studi sui trasposoni.

La biologa americana Barbara McClintock, premio Nobel nel 1983, si dedicò allo studio dei trasposoni negli anni quaranta e cinquanta, mentre lavorava come ricercatrice al Carnegie Institute. Nei suoi esperimenti iniziali, concentrò la sua attenzione su quelle cariossidi che, invece di presentare una colorazione uniforme (o completamente viola o completamente incolore), erano caratterizzate dalla presenza di macchie di colore diverso su una base incolore. A quel tempo si sapeva che i geni del mais potevano presentare due forme diverse (alleli): uno, chiamato C, responsabile della colorazione viola, e il suo mutante, chiamato c, a cui si doveva la cariosside incolore. La McClintock scoprì che la colorazione a macchie delle cariossidi era legata al fatto che, in alcuni casi, durante lo sviluppo della stessa, l'allele mutato c (incolore) poteva trasformarsi (revertare) nel suo allele originario C (colore) originando la macchia. 
Scoprì, inoltre, che questa mutazione era causata da un "elemento mobile" (che oggi sappiamo essere un trasposone) che, se presente nel gene C, ne causa la mutazione in c (rendendolo, in pratica, incapace di produrre il pigmento colorato) e che, durante lo sviluppo della cariosside, da questi poteva essere trasposto (exciso) revertando c in C e rendendolo così nuovamente capace di produrre il pigmento. La McClintock chiamò questo elemento mobile Ds (dissociatore), oggi identificato come trasposone non autonomo. 
Inoltre, dimostrò che perché l'elemento Ds potesse trasporre ed excidersi dal gene era necessaria la contemporanea presenza di un altro elemento mobile, che chiamò Ac (attivatore) e che oggi sappiamo essere il trasposone autonomo. Questi furono i primi due esempi di trasposoni descritti; il merito di Barbara McClintock fu di averne dimostrato l'esistenza in un'epoca in cui il genoma veniva considerato un'entità assolutamente immobile.

## Significato evolutivo dei trasposoni
L'evoluzione dei trasposoni e l'effetto che questi hanno nel genoma è un campo di studi ancora aperto e oggetto di numerose discussioni.
I trasposoni sono stati scoperti in organismi viventi appartenenti ai phyla più diversi. Ciò ha permesso di ipotizzare che siano comparsi nell'ultimo antenato comune universale dei regni viventi oggi presenti. Altre ipotesi differenti sono che i trasposoni possano essere comparsi più volte indipendentemente in organismi diversi, o ancora, che siano comparsi una singola volta e che si siano poi diffusi tra i diversi phyla mediante trasferimento genetico orizzontale. Si ritiene che all'origine fossero dei virus, poi integratisi nel patrimonio genetico, analogamente ad altri agenti virali (come profago o provirus; un esempio di virus in grado di esistere come provirus è l'HIV). 
Sebbene i trasposoni possano, a volte, conferire dei vantaggi ai loro organismi ospiti, vengono comunque generalmente considerati come elementi autonomi di DNA parassita, capaci di esistere all'interno del genoma di una cellula. Fra i vantaggi, risulta molto significativa la loro funzione nell'embriogenesi dei mammiferi. In effetti, l'evoluzione della gravidanza nei mammiferi ancestrali ha richiesto l'espressione nell'utero di migliaia di geni che in precedenza erano attivi con funzioni differenti solo in altri organi, ma ha anche richiesto il silenziamento locale di geni del sistema immunitario. Questo processo è stato possibile solo grazie alla presenza di alcuni parassiti genetici, i trasposoni.Oltre a questo, una ricerca di alcuni genetisti dell’università dello Utah guidati da Edward Chuong ha scoperto che alcuni trasposoni, incorporati nel nostro patrimonio genetico circa 40-60 milioni di anni fa, sono capaci di riconfigurare e attivare le reti di regolazione genica implicate nel sistema immunitario. Per certi versi, come accennato, i trasposoni possono essere considerati affini ai virus. Virus e trasposoni condividono inoltre diversi aspetti nella composizione del genoma e nelle capacità biochimiche, il che ha portato molti scienziati ad avanzare l'ipotesi che possano derivare da un progenitore comune.
Poiché una troppo elevata attività di trasposizione può distruggere il genoma, molti organismi hanno sviluppato diversi meccanismi per poter ridurre la trasposizione a livelli accettabili. Ad esempio, i batteri possono sopportare delezioni anche piuttosto estese, per rimuovere trasposoni e DNA retrovirali dai loro genomi, mentre gli eucarioti potrebbero aver evoluto il meccanismo della interferenza a RNA anche come un modo per ridurre l'attività di trasposizione: è stato infatti dimostrato che nel nematode Caenorhabditis elegans alcuni geni necessari per l'interferenza a RNA permettono la riduzione dell'attività dei trasposoni.